# ジェームズ・ゴールウェイ
サー・ジェームズ・ゴールウェイ（Sir James Galway, OBE、1939年12月8日 - ）は、ベルファスト出身のイギリス（北アイルランド）のフルート奏者、指揮者。「黄金のフルートをもつ男」（Man with the Golden Flute）の通称で知られる。ソリストとして数々の名声を獲得し、現在最高のフルート奏者の一人とされる。エリザベス2世より1979年に大英帝国勲章を、2001年にはナイトの称号を授かっている。

## 経歴
ロンドン交響楽団、ロイヤル・フィルハーモニー管弦楽団の首席フルート奏者を経て、1969年にヘルベルト・フォン・カラヤン率いるベルリン・フィルハーモニー管弦楽団の入団試験を受け合格し、1975年まで首席フルート奏者を務めた。一時期の不和の末に、退団しソリストとして活動することを決断し、カラヤンを驚かせ戸惑わせた。その後も独奏者として成功を収め、定期的に演奏活動を続けている。クラシック音楽のフルート奏者の中で指導的立場にある一人である。モーツァルトなどの定番の楽曲のほか、カール・ライネッケの協奏曲やソナタのように忘れられた楽曲も録音し、さらには民族音楽のアルバムも数点制作した。映画『ロード・オブ・ザ・リング』のサウンドトラックでも演奏を披露している。指揮者として、ロンドン・モーツァルト・プレイヤーズの首席客演指揮者も務めている。
スイスのルツェルン州メッゲンに、アメリカ人で同じくフルート奏者である3人目の妻ジニー（Lady Jeanne Galway）と暮らす。甥マーティンはコンピュータ音楽の世界で活動している。
近年愛用している楽器は、「ナガハラフルート、ボディ24金、キィ14金、H管、Cisトリル付き、ピンレスシステム」

## エピソード
- 60歳の誕生日を記念してバラの品種に彼の名前が付けられた。イングリッシュ・ローズの一種で、日本では「ジェームズ・ギャルウェイ」と呼ばれている。

## 参考書籍
- An Autobiography James Galway ISBN 0-340-24721-5 Chappell and Company Ltd.